# 미독
미독(味讀)은 책이나 문장을 충분히 음미하면서 읽는 읽기 방식이다.
책 읽기에서의 음미에 대해 예를 들자면 소설 같은 경우, 소설에 나와있는 표현 방식을 기준으로 감동적인 부분은 감동적인 느낌으로 읽고 또 흥미진진한 부분은 흥미진진하게 생동감을 느끼면서 소설 속의 상황을 떠올리며 읽거나, 아니면 소설 속의 등장인물이 된 듯한 기분인 것처럼 소설속에서 나타내지는 것 중 독자가 소설 속의 상황이나 등장인물의 기분을 실제로 처한 상태에 있다고 생각하고 느끼며 읽는 것이다.

## 같이 보기
- 통독 (읽기)
- 묵독
- 정독
- 음독
- 속독
- 발췌해서 읽기